# NGC 4775
NGC 4775 este o galaxie eliptică situată în constelația Fecioara. A fost descoperită în 17 aprilie 1784 de către William Herschel. Se află la o distanță de 23,71 de megaparseci de Pământ.